# 交渉人 THE MOVIE タイムリミット高度10,000mの頭脳戦
『交渉人 THE MOVIE タイムリミット高度10,000mの頭脳戦』は、2010年2月11日に東映系で公開された日本映画。

## 概要
2008年に第1シリーズ放送され、2009年にスペシャル版・第2シリーズが放映された、女性交渉人・宇佐木玲子の活躍を描いたテレビ朝日系刑事ドラマ『交渉人〜THE NEGOTIATOR〜』の劇場版。
本作では宇佐木がショッピングモール篭城事件に端を発したハイジャック事件に立ち向かう姿を描く。内容はハイジャックされた飛行機を舞台に宇佐木のアクションやハイジャック犯との駆け引き、そして二転三転するスピーディーなストーリー展開が描かれたサスペンス映画となっている。飛行機内はセットで再現し、ハイジャックシーンのロケは、北九州フィルムコミッション全面協力のもと、北九州空港でスターフライヤーの実際の機材を使用して行われた。他にも冒頭のカーチェイスシーンは大阪府泉大津市の泉大津大橋周辺の道路約2kmを完全封鎖しての撮影で、ショッピングモール篭城事件は茨城県ひたちなか市のショッピングセンター「ファッションクルーズニューポートひたちなか」でのロケで再現されている。
第1シリーズとスペシャル版が好評を博したために映画化が決定、映画に先駆けて放映された第2シリーズのラストでは本作に繋がる伏線が張られている。全国303館で公開され、2010年2月13-14日の2日間で動員8万3468人、興収1億84万9200円を記録し、週末興行成績ランキング（興行通信社調べ）で初登場第5位となっている。11日から14日までの4日間の成績は、動員16万4519人、興収1億9695万350円。
キャッチコピーは「乗員・乗客159人の命を守る——それが最後の任務」。
2010年2月18日にテレビ朝日系のバラエティ番組『雨上がり決死隊のトーク番組アメトーーク!』で「交渉人THE MOVIE芸人」が放送された。これには米倉、陣内、筧、城田、塚地がゲスト出演しドラマと映画両方の裏話が披露された。
2011年3月6日にWOWOWにてテレビ初放映。また同年4月10日に日曜洋画劇場枠で地上波初放送された。

## ストーリー
現金輸送車から2億6000万円を強奪した犯人グループが、羽田空港近くの大型ショッピングモール内で立て篭もる事件が発生。宇佐木ら特殊捜査班も犯人グループの交渉に入るが、最中に指揮権がSATに移行してしまう。だがSATが突入したときショッピングモールが爆発、その混乱に乗じて犯人グループの一味は逃走、主犯格の御堂啓一郎はあっさり投降する。だが宇佐木は人質の木元祐介が御堂に問い質す場面を目撃する。
それから数週間後、休暇を取って羽田空港にいた宇佐木はそこで木元を発見、彼の様子を不審に感じた宇佐木は木元の乗る北九州行201便に乗り込んだ。だがそこでハイジャック事件が発生、ハイジャックの主犯・中川伸也は先の立て篭もり事件で捕まったグループの主犯・御堂啓一郎の釈放を要求、できなければ一時間後に人質を射殺すると突きつける。
上空内は地上との連絡が取れない状況そして飛行機は燃料が1時間も飛べない程に少ないという制約が課せられる中で、宇佐木は偶然居合わせた木崎と共に事件解決に動き出す。地上でも特殊捜査班が犯人との交渉に入り、危機管理委員会が設置されるが、事件の背後にある思惑が蠢いていた。さらに宇佐木には自身の命の危機に瀕するある“爆弾”を抱えていた…。

## 登場人物

### 警視庁刑事部捜査第一課特殊犯捜査係（SIT）
宇佐木 玲子
演 - 米倉涼子
交渉班主任 警部補。事件解決には「人質も犯人の命を守る」ことを信条とし、鋭い観察眼と大胆な手法を用いた交渉術で事件に立ち向かう。ドラマ版では当初は女性ということで桐沢らに敵視されていたが、今ではSITに欠かせない存在となる。本作では心臓に命に関わる疾患を抱えながらハイジャック事件に立ち向かう。
桐沢 圭吾
演 - 陣内孝則
交渉班管理官 警視。ドラマ版当初では宇佐木を快く思っていなかったが、今では厳しい態度を崩さないながらも、宇佐木を認めている。ハイジャック事件では地上で事件の対策に努めている。
木崎 誠一郎
演 - 筧利夫
交渉班係長 警部。事件では宇佐木のサポートに回ることが多い。基本的に冷静だが熱くなりやすい性格で、本作ではコミカルな一面を覗かせる。婚約者の由佳と乗った北九州行201便でたまたま宇佐木と遭遇し、ハイジャック事件解決のため宇佐木と協力する。
墨田 耕平
演 - 笹野高史
交渉班係長 警部。趣味のゴルフの影響で腰を痛めてるため、普段現場に赴くことは少ない。本作ではハイジャック事件発生に伴い、御堂を取り調べるが、その御堂の言動に怒りを露にする。
桜庭 健二
演 - 塚地武雅
音響係主任 警部補。アイドルオタクの一面を持つ、音響のプロフェッショナル。
王子 隼人
演 - 八神蓮
交渉班 警部補。東京大学卒業後、警察大学校に進学そしてFBI研修を経て交渉班に配属したエリート。昇進試験に専念しており、本作でのショッピングモール篭城事件に赴いていない。
菅原 由美
演 - 中山恵
総務係 巡査部長。宇佐木にいい感情を抱いていない。墨田とは愛人関係だったが、本作では距離を置いているような言動も見られる。
佐山 葵
演 - 永池南津子
オペレーション係 巡査。

### SIT関係者
片山 一義
演 - 高橋克実
警視庁警備部警護課SP 警視。桐沢とは同期で特殊犯捜査係1，2係を率いていたが、現在はたらいまわしの人事を受ける身に。
真里谷 恭介
演 - 城田優
死刑囚。宇佐木の父親が死んだ事件の主犯として拘置所に入れられている。宇佐木と幾度か接見を重ねており、宇佐木と不思議な絆を築いている。本作では宇佐木が死ぬという予言を残す。
工藤 幹夫
演 - 伊武雅刀
邦和新聞の記者。不正を許さない信念もあり、SITの面々とは事件を通じ幾度か関わっている。ハイジャック事件が起きたときには、その事件で糸を引く御堂の正体に感づく。
蓮見 芳樹
演 - 高知東生
警視庁刑事部捜査一課刑事 警部補。片山の元部下だったこともあり、SITの面々と協力することが多い。
三村 留美子
演 - 安めぐみ
宇佐木の友人。ハイジャック事件発生から宇佐木の心臓に疾患があることを桐沢に知らせるために管制室に赴く。
宇佐木 澪
演 - 林丹丹
宇佐木の妹。宇佐木の心臓の疾患を桐沢に知らせるために留美子と共に管制室に赴く。

### 北九州行201便ハイジャック事件関係者
御堂 啓一郎
演 - 津川雅彦
ショッピングモール篭城事件の主犯で「未来創造同盟」なる団体の主宰者。何事にも動じない冷静さと他者を引き寄せる存在感と話術の持ち主。マーク・チャップマンを引き合いに出した言葉により木元兄弟をハイジャック犯に仕立て上げた。元ジャーナリストの過去を持つ。
中川 伸也
演 - 反町隆史
御堂の腹心の部下。ショッピングモール篭城事件の犯人の一人であり、ハイジャック事件の主犯。頭の回転の早さと非常な手段も厭わない行動力を持った冷酷な男。その行動力と頭脳で宇佐木を追い詰めていく。御堂釈放のために、今回の事件を引き起こすが…。
木元 祐介
演 - 林遣都
ショッピングモールのアルバイトで篭城事件の人質となった青年。兄の和樹と共にアパートで貧乏暮らしをしながら、バイトで生計を立てている。本来は優しい青年だが「自分なら人の命が平等に扱われる世界にできる」という御堂の言葉に魅せられ、ハイジャック犯に変貌する。
加納 俊彦
演 - 柳葉敏郎
ハイジャックされた北九州行201便機長。ハイジャックという非常時においても冷静さを失わずに物事を対処する仕事のプロ。宇佐木の素性を察知し、宇佐木と連携する。
沢木 秀二
演 - 成宮寛貴
北九州行201便の乗客でITベンチャー企業社長。クールな自信家でハイジャック事件に巻き込まれた状況でも不遜な態度を崩さない。犯人が身代金目的だと思い「どうせ5億円程度なんだろ」と発したことで和樹に敵愾心を抱かれる。大学院卒で電子工学科出身。
堂ノ上 由佳
演 - 星野真里
木崎の婚約者。思い込みが激しく天然な性格。木崎と実家に帰省しようと北九州行201便に乗り事件に巻き込まれた。
木元 和樹
演 - 川野直輝
祐介の兄。祐介同様にアルバイト先のショッピングモールで篭城事件の人質そしてハイジャック犯へ変貌する。貧乏な生活ゆえか金に憧れを抱いている。祐介とは対照的に短気で荒っぽい、弟のことを気にかけている。
長谷川 実
演 - 原田龍二
ハイジャックされた北九州行201便副機長。犯人の目を盗み地上にハイジャック発生の信号を送るが、それを和樹に見つかり撃たれてしまう。
真崎 悦也
演 - 小市慢太郎
北九州行201便の乗客。地上との連絡ラインを確保しようとする動きを知ったハイジャック犯達から、木崎を咄嗟の機転で救う。
川野 義直
演 - 中根徹
北九州行201便の乗客。ある目的のために北九州行201便に乗った元議員秘書である。
水原 理沙
演 - 小野真弓
沢木の恋人。
谷村 和男
演 - 金山一彦
ショッピングモール篭城事件の犯人の一人。激高すると見境が無くなって興奮する性格で、過去に2度傷害致死で逮捕されている。篭城事件でもいきり立っていたが、その様子を見かねた御堂に射殺された。
佐久間 英孝
演 - 相島一之
航空交通管理部の管制官。ハイジャック事件に際し、桐沢らSITのメンバーと共に事件解決のために協力する。
栗原 周五郎
演 - 橋爪功
経済産業大臣で危機管理委員会のメンバー。ハイジャック事件への対策会議で、日本はテロに屈しないという国家の面子を優先しようとするメンバーの中で、人質の命を守るという信念を貫き、御堂釈放を決定する。次期総理大臣と目されている。

## スタッフ
- 製作 - 上松道夫、中曽根千治、百武弘二、木下直哉、古賀誠一、亀井修、山田良明、水野文英、石川治
- エグゼクティブプロデューサー - 平城隆司
- 企画 - 古賀誠一、梅澤道彦、桑田潔
- プロデューサー - 内山聖子、上田めぐみ、柳川由起子、井口喜一
- 脚本 - 寺田敏雄
- 監督 - 松田秀知
- 音楽 - 佐藤準
- 主題歌 - 湘南乃風「ガチ桜」[9]（トイズファクトリー）
- 撮影 - 五木田智
- 照明 - 花岡正光
- 美術 - 山本修身
- 編集 - 河村信二
- 録音 - 菊池正嗣
- 映像 - 服部正邦
- スケジュール - 徳市敏之
- 助監督 - 北川学
- 製作担当 - 香川智宏
- スプリクター - 松本景
- 編集 - 河村信二
- 録音 - 菊池正嗣
- 製作 -　「交渉人　THE MOVIE」製作委員会（テレビ朝日、東映、博報堂DYメディアパートナーズ、木下工務店、オスカープロモーション、小学館、共同テレビジョン、朝日放送、メ〜テレ）
- 配給 - 東映